# Matthias Guggenberger
Matthias Guggenberger (Innsbruck, 24 settembre 1984) è un ex skeletonista austriaco.

## Palmarès

### Mondiali
- 1 medaglia:
  - 1 argento (gara a squadre a Igls 2016).

### Coppa del Mondo
Miglior piazzamento in classifica generale nel singolo: 10º nel 2011/12, nel 2014/15 e nel 2017/18.
- 1 podio (nelle gare a squadre):
  - 1 secondo posto.